# Petit-enfant
« Petit-fils » redirige ici. Pour l’article homophone, voir Petitfils.

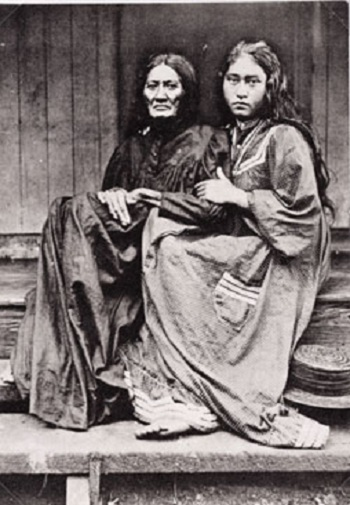
Une grand-mère tahitienne et sa petite-fille, photographie de Henri Lemasson, 1896.

Les petits-enfants d’une personne sont les enfants de ses enfants. Ce terme remplace l'ancien terme d'arrière-enfantz, employé vers 1560, d'après le CNRTL. 

## Liens entre grands-parents et petits-enfants
Une étude menée par des chercheurs de l'Université d'Emory en Géorgie (États-Unis) et publiée dans la revue The Royal Society Publishing en 2021 a démontré que l'amour d'une grand-mère peut avoir une grande importance dans le développement affectif de son petit-enfant.

### Droits
En France, les droits et prérogatives des grands-parents sont reconnus par la loi du 4 juin 1970 relative à l’autorité parentale. Le droit de visite des grands-parents est réglementé par l’article 371-4 du Code civil. Ceux-ci peuvent même se voir confier leur garde si le juge estime que cette solution est conforme à l’intérêt de l’enfant.
En Belgique, l’article 375bis du Code Civil reconnait aux grands-parents le droit d’entretenir des relations personnelles avec leurs petits-enfants.
En Suisse, la relation des petits-enfants avec leurs grands-parents est protégée par l'article 274a du code civil suisse.

### Obligations
En France, si les grands-parents n'ont pas les moyens de subvenir à leurs besoins, les petits-enfants majeurs (en tant que descendants directs) ont obligation de leur venir en aide en vertu de l'article 205 du Code civil. La loi « bien vieillir », publiée du 9 avril 2024, la supprime dans certains cas.

## Dans la culture populaire
Les Petits-fils et les Petites-filles de France sont les titres accordés aux enfants légitimes d’un fils de France autres que ceux du dauphin et du fils aîné de ce dernier, à la condition toutefois d'être petit-fils d'un roi de France.

### Au cinéma

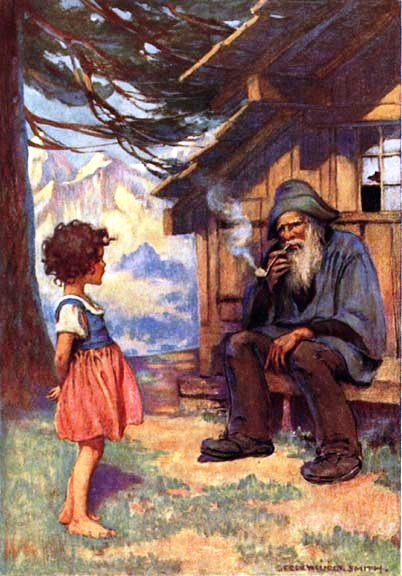
Heidi et son grand-père

Heidi est le titre de huit films sortis entre 1937 et 2015, ainsi qu'un téléfilm et cinq séries télévisées, tous adaptés du roman Heidi, paru en 1880. Tous narrent l'histoire de la jeune orpheline Heidi qui est recueillie par son grand-père, lequel vit dans un petit village de la montagne suisse.
Rue Cases-Nègres est un film français, adapté d'un roman du même titre, réalisé par Euzhan Palcy, sorti en 1983 narrant le quotidien d'un enfant noir que sa grand-mère pousse à faire des études.
Mon grand-père et moi st une comédie dramatique américaine réalisée par Tim Hill avec Robert de Niro, sortie en 2020 évoque l'histoire d'un jeune garçon qui vient s'installer dans la maison parentale.

### Dans la littérature

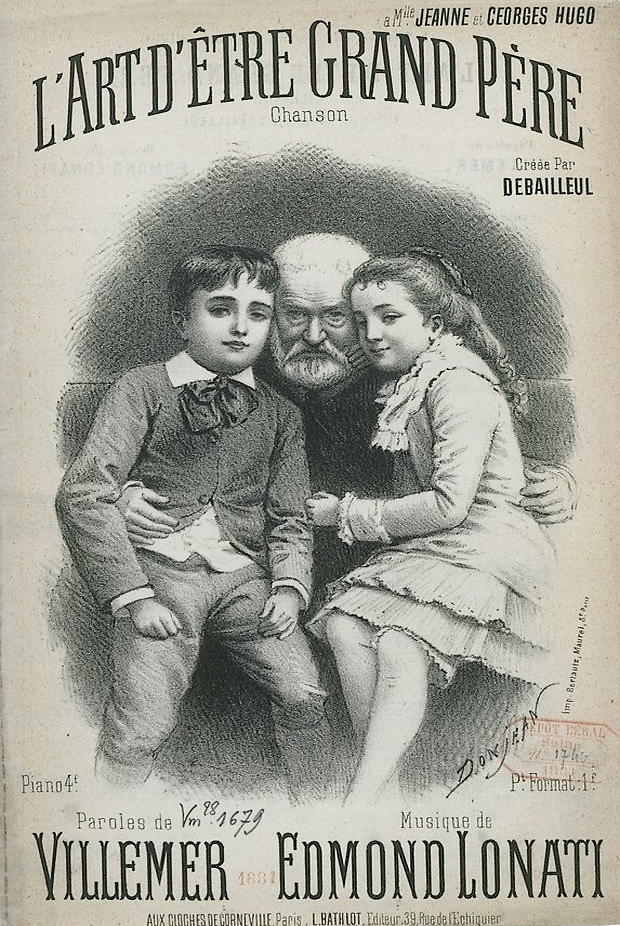
Victor Hugo et ses deux petits-enfants d'après une photo de Victor Hugo

Le Petit Chaperon rouge est un conte de tradition orale d'origine française, repris notamment par Charles Perrault et qui retrace les aventures d'une petite-fille qui vient rendre visite à sa grand-mère.
Le Vieux Grand-Père et le Petit-Fils (en allemand : Der alte Großvater und der Enkel) est une parabole morale des frères Grimm, paru dans le premier volume du recueil Contes de l'enfance et du foyer, en 1812.
L'Art d'être grand-père est un recueil de poèmes que Victor Hugo a publié en 1877. Après les morts successives son épouse Adèle Foucher en 1868, puis d'un de ses fils, Charles Hugo, en 1871, Victor Hugo prend en charge l'éducation de ses deux petits-enfants Georges et Jeanne Hugo.
Le Petit Lord Fauntleroy (titre original : Little Lord Fauntleroy) est un roman pour la jeunesse écrit par Frances Hodgson Burnett et publié en 1885. Ce roman pour la jeunesse qui a été adapté au cinéma évoque l'enfance du jeune Cedric Errol venu vivre dans la demeure de son riche grand-père dont il est le seul héritier.
Les Petits Enfants du siècle est un roman de Christiane Rochefort paru chez Grasset en 1961.
Le Petit-Fils, Stock, 2020 ((en) Little Faith, 2019) est un roman de l'écrivain américain Nickolas Butler.

### Dans la chanson
En 1881, une chanson dénommée L'Art d'être grand-père est publiée en France. Elle reprend le titre du recueil de poèmes de Victor Hugo. Les paroles dont de Villemer et la musique d'Edmond Lonati.

### Dans la peinture
Un tableau du peintre vénitien Titien, peint entre 1545 et 1546 représente un Portrait de Paul III avec ses petits-fils. L’œuvre est exposée au Musée Capodimonte de Naples.

### Au cinéma
- Les Petits-Fils est le troisième film du réalisateur français Ilan Duran Cohen.